# قربون خودم
قربون خودم فیلمی به کارگردانی  و نویسندگی مجید محسنی محصول سال ۱۳۴۱ است.

## بازیگران
- مجید محسنی
- فتنه
- نصراله کیوانفر
- غلامحسین نقشینه
- همایون
- حمیده خیرآبادی
- جمشید مهرداد
- حسین محسنی
- ملیحه نصیری
- عزیزه
- منوچهر امانت
- مینو
- سوسن مهاجر
- اکبر جنتی شیرازی
- مهین مسعودی
- جواد نکوبخت